# Ottaviano
Ottaviano ist eine Gemeinde mit 23.325 Einwohnern (Stand 31. Dezember 2023) in der Metropolitanstadt Neapel, Region Kampanien, direkt am Fuß des Vesuvs gelegen.
Die Nachbarorte von Ottaviano sind  Boscotrecase, Ercolano, Nola, San Gennaro Vesuviano, San Giuseppe Vesuviano, Somma Vesuviana, Terzigno, Torre del Greco und Trecase.
Das Schloss und die Herrschaft Ottaviano wurden 1567 durch Bernadetto de’ Medici erworben, einen Bruder von Papst Leo XI. Der von ihm begründete Familienzweig erhielt im Königreich Neapel im Jahre 1600 den Titel Principe di Ottajano (Fürst von Ottaviano) verliehen und starb 1874 mit Fürst Giuseppe aus. Das Castello Mediceo wurde mehrfach in weiblicher Linie weitervererbt, bis es 1980 die Fürsten Lancellotti di Lauro an den Camorra-Boss Raffaele Cutolo verkauften. 1991 wurde es beschlagnahmt und ging 1995 in kommunalen Besitz über. In den 1980er Jahren erlangte Ottaviano zudem Berühmtheit als Hochburg der Camorra.
Im Jahr 1944 wurde die Stadt vom Ausbruch des Vesuvs stark beschädigt. Nun befindet sich der Ort direkt am Nationalpark Vesuvio.

## Bevölkerungsentwicklung
Zwischen 1991 und 2001 stieg die Einwohnerzahl von 21.973 auf 22.670. Dies entspricht einem prozentualen Zuwachs von 3,2 %.

## Söhne und Töchter der Gemeinde
- Gaetano Manfredi (* 1964), Bauingenieur und Hochschullehrer
- Giuseppe Sannino (* 1957), Fußballspieler und -trainer